# Traar
Traar ist ein Stadtteil von Krefeld in Nordrhein-Westfalen.
Traar hat 4.572 Einwohner (Stand 31. Dezember 2016, laut Einwohnerstatistik der Stadt Krefeld) auf einer Gesamtfläche von 906 Hektar.

## Geographie
Traar liegt am Nordrand von Krefeld inmitten einer für den Niederrhein typischen, landwirtschaftlich geprägten Landschaft.
Im Westen grenzt Traar an die Niepkuhlen, eine sumpfige, aus einem Altarm des Rheines entstandene Niederung, die heute ein wertvolles Naturbiotop bildet.
Im Norden von Traar liegt der Egelsberg, der mit 46 Metern über Normalnull etwa 20 Meter höher als der Ortskern liegt. Der Südteil des Berges ist teilweise bebaut und beheimatet unter anderem einen Sportflugplatz, den Flugplatz Krefeld-Egelsberg. Der nördliche Teil steht unter Naturschutz, da die dort wachsenden, seltenen Gräser bedrohten Bodenbrütern Nistmöglichkeiten bieten.

## Geschichte
Die erste urkundliche Erwähnung stammt aus dem Jahre 1255. Der nach seinem Wohnsitz, dem Haus Are, benannte Albertus de Are war Zeuge bei einem Rechtsakt des Kölner Erzbischofs, der sich 1255 in Uerdingen aufhielt. Über die Schreibweisen Are, Aere, Ahr, ter Are und Terar entwickelte sich die Schreibweise Traar, die schließlich 1886 durch Erlass festgelegt wurde.
Bis 1817 gehörte Traar zur Honschaft Rath und bildete dann mit den Honschaften Vennickel, Verberg, Oppum und Bockum die Bürgermeisterei Bockum. 1837 wurden die Honschaften Rath und Vennikel zur Gemeinde Rath-Vennickel zusammengelegt, die 1886 in Traar umbenannt wurde. 1907 schließlich wurde Traar selbständige Bürgermeisterei. Im Zuge des Gesetzes über die kommunale Neugliederung des rheinisch-westfälischen Industriegebiets wurde die Bürgermeisterei Traar 1929 nach Krefeld eingemeindet. Das 1914 erbaute Rathaus zeugt von der ehemaligen, kurzen Selbständigkeit des Ortes und dient heute als Bezirksverwaltungsstelle.
Die katholische Kirche St. Josef wurde 1834 geweiht. 2005 wurde sie als eigenständige Pfarrei aufgelöst und in die neue Pfarrei Sankt Christophorus im Bistum Aachen eingebunden. 2011 wurde die vollständig renovierte Gertrudis-Kapelle, am hinteren Bereich der Kirche angebaut, eingeweiht. Das Ensemble des Traarer Kirchplatzes mit großem Vorplatz, den Gärten und mehreren Gebäuden der Pfarrei aus dem 19. Jahrhundert steht unter Denkmalschutz.
Die Kirche der evangelischen Thomasgemeinde besteht seit 1957. Ein Neubau des Gemeindezentrums entstand 2013.
Im Garten des Altenheims Maria Schutz existiert eine byzantinische Kirche im Besitz der katholischen Kirche, die von der ukrainisch-griechisch-katholischen Gemeinde genutzt wird.
Heute grenzt gleich an das Rathaus das Dorfzentrum mit Geschäften und Wohnungen. Das älteste Gebäude in Traar ist das gleichnamige Haus Traar, das lange im Besitz des Deutschen Ritterordens war und von dem sich der heutige Name des Ortes ableitet.
Joseph Deutsch (1885–1966), Bibliothekar und Leiter der Universitätsbibliotheken Greifswald, Breslau und Heidelberg, wurde in Rath-Vennickel geboren.

## Wahrzeichen
Wahrzeichen des Ortes ist die Egelsbergmühle, eine von zwei Mühlen im Ort. Sie ziert auch das Wappen des Ortes, welches aber zusätzlich zwei kleinere Wappen beinhaltet, die auf die Zugehörigkeit zu Kurköln und die Schenkung von Haus Traar an den Deutschen Ritterorden hinweisen. Die Mühle geriet im Zweiten Weltkrieg unter schweren Beschuss, wobei das Flügelrad und die Fassade schwer beschädigt wurden. Die Mühle konnte weitgehend restauriert werden. Im Inneren wurde ein originales Mahlwerk installiert. Das Erdgeschoss wird für Veranstaltungen genutzt.
Die Elfrather Mühle gehört heute zum gleichnamigen Golfclub und wird als Restaurant bzw. für Veranstaltungen genutzt. Für das Clubhaus des Golfvereins hatte ursprünglich Mies van der Rohe einen Entwurf vorgelegt, der allerdings nicht realisiert wurde. 2013 wurde der Entwurf im Rahmen einer Ausstellung am Traaer Egelsberg originalgetreu aufgebaut.

## Wappen
| Wappen von Traar | Blasonierung: „In Gold (Gelb) über einem grünen Berg eine silberne (weiße) Windmühle mit schwarzem Dach zwischen zwei kleinen silbernen (weißen) Schilden, belegt vorn mit einem durchgehenden schwarzen Kreuz und hinten mit einem schwarzen Tatzenkreuz.“                  |
| Wappen von Traar | Wappenbegründung: Das Wappen zeigt die Egelsbergmühle, Wahrzeichen des Ortes auf dem 37 m hohen Egelsberg. Vorn ist das kurkölsche Kreuz zu sehen, zu dem die Region früher gehörte; hinten das Kreuz des Deutschen Ritterordens in Erinnerung der Schenkung von Haus Traar. |

## Gemarkung Traar
Auf dem Gebiet der ehemaligen Gemeinde Traar, die im Katasterwesen noch als Gemarkung Traar vorhanden ist, befinden sich außer Traar weitere Stadtteile von Krefeld. Diese sind der Hülser Berg, Elfrath, der Nordosten von Gartenstadt mit der Autobahnauffahrt, sowie der Traarer Ortsteil Vennikel mit dem größten Teil des Elfrather See.

## Vereine
- Bürgerschützenverein Krefeld-Traar 1850 e. V.
- Bürgerverein Krefeld-Traar e.V (Verein für Heimatpflege)
- FC Traar 1971 (Fußballverein)
- TV Traar 1910 (Turnverein)
- GC Elfrather Mühle (Golfclub)
- TC Traar 1977 (Tennisclub)
- Aero Club Krefeld (Luftsportverein)
- VfS Krefeld (Luftsportverein)
- Orchestervereinigung Traar e. V. 1925 (Blasorchester)
- Verein Stiftung St. Josef Krefeld-Traar e. V. 2006 (Förderverein der Katholischen Kirchengemeinde in Traar)[2]

Des Weiteren gibt es mehrere Segelvereine am Elfrather See, die teils in Uerdingen, teils in Traar beheimatet sind.

## Traarer Platt
In Traar spricht man Traarer Platt, in Krefeld spricht man Krieewelsch. Die Stadt Krefeld liegt mit ihren Ortsteilen nördlich der sogenannten Benrather Linie (mit der maache-maake-Unterscheidung), die das südliche Mittelfränkische (auch Ripuarisch genannt) vom nördlichen Niederfränkischen abgrenzt.
Die „Traarer Mundart“ liegt dabei im Einflussgebiet einer weiteren, der Uerdinger Mundartlinie, die sich vom Rhein über Traarer Gebiet an Hüls vorbei Richtung Kempen und Venlo zieht. 
Da Traar (mit seiner großflächigen Gemarkung) im Mundart-Einflussbereich zwischen Uerdingen, Krefeld, Hüls und Kapellen liegt, hat es mehr oder weniger ausgeprägte Gemeinsamkeiten mit diesen angrenzenden Mundarten – je nachdem in welchem Teil von Traar der Sprecher wohnt. Im Traarer Haus- und Heimatbuch von Theodor und Bernd Giesbertz aus dem Jahre 1986 (das wahrscheinlich nur noch im Antiquariat zu bekommen ist) sind eine Reihe von Mundartgedichten und Geschichten aufgeführt, in denen die Lautungen für dasselbe Wörtchen unterschiedlich vorkommen. So wird z. B. „ich“ einmal als „ek“, ein andermal als „esch“ aufgeführt.

### Einmal „ek“ und einmal „esch“
- Auszug aus dem Gedicht „Os Klieth“ (von Peter Rotzen)

On denk eck an min Jugendtiet („eck“ anstelle von „ich“)
dann wörd et Hatt mesch wi-ek
wie schü-en et wor doch en die Klieth
be all os Jugenstri-ek
- Auszug aus dem Gedicht „Dat Hellijehüske“ (von Theo Versteegen)

Wat ech vertell, verwongert („ech“ anstelle von „ich“)
et wor vür Achtienhongert
doa stung op eine Stien
en ieser Krütz, net klien.
(Übrigens – wie der Mundartautor Willy Hermes in dem o. e. Buche schreibt: „Platt“ hat nichts mit dem „platten Lande“ zu tun; im Alltfränkischen ist „platt“ auch die Bedeutung für „unverblümt, direkt“ – „ek säg et dech platt vöör de Kopp !“. Platt war immer die Sprache des Volkes schlechthin.)

## Galerie

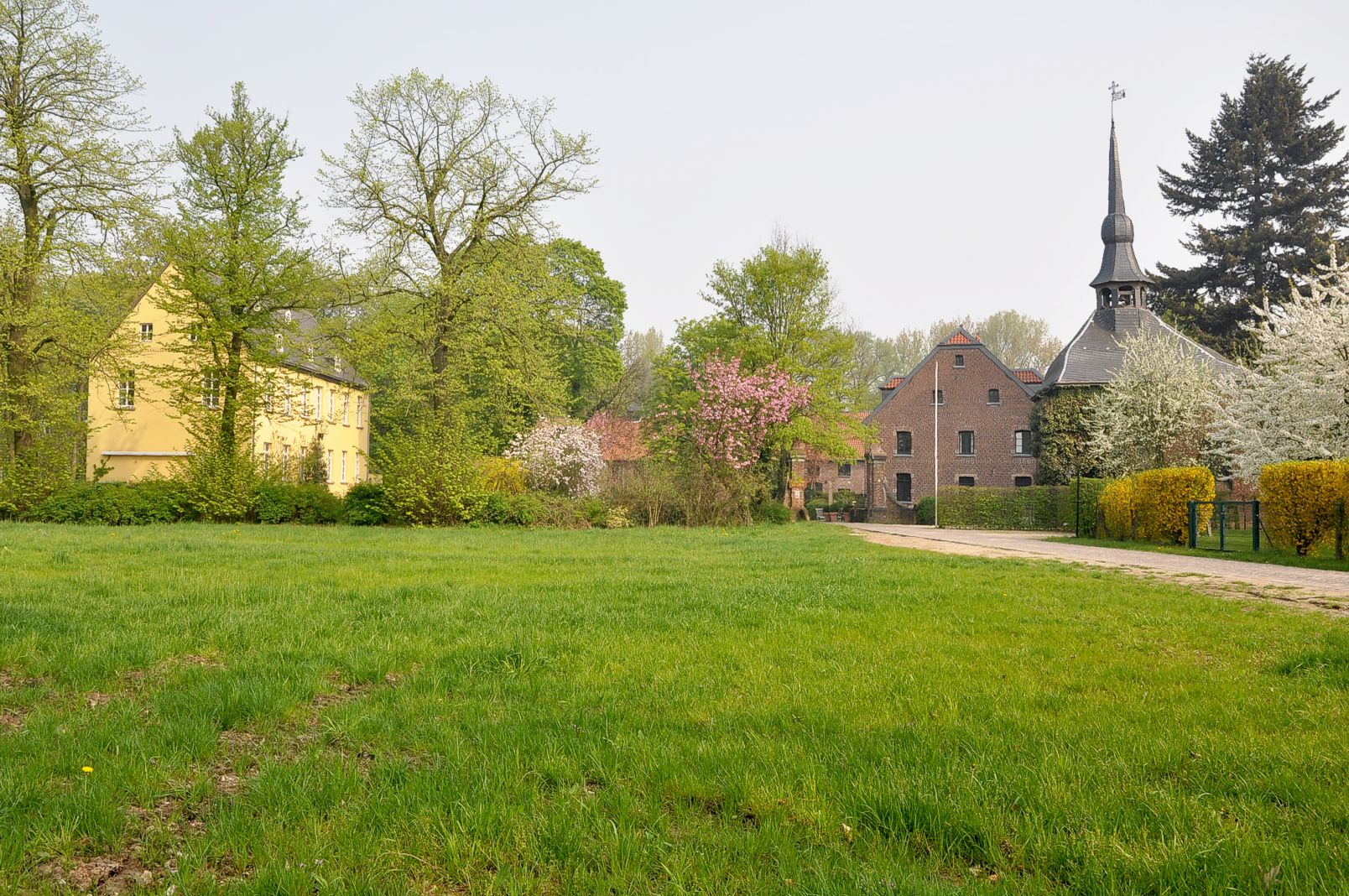
Haus Traar
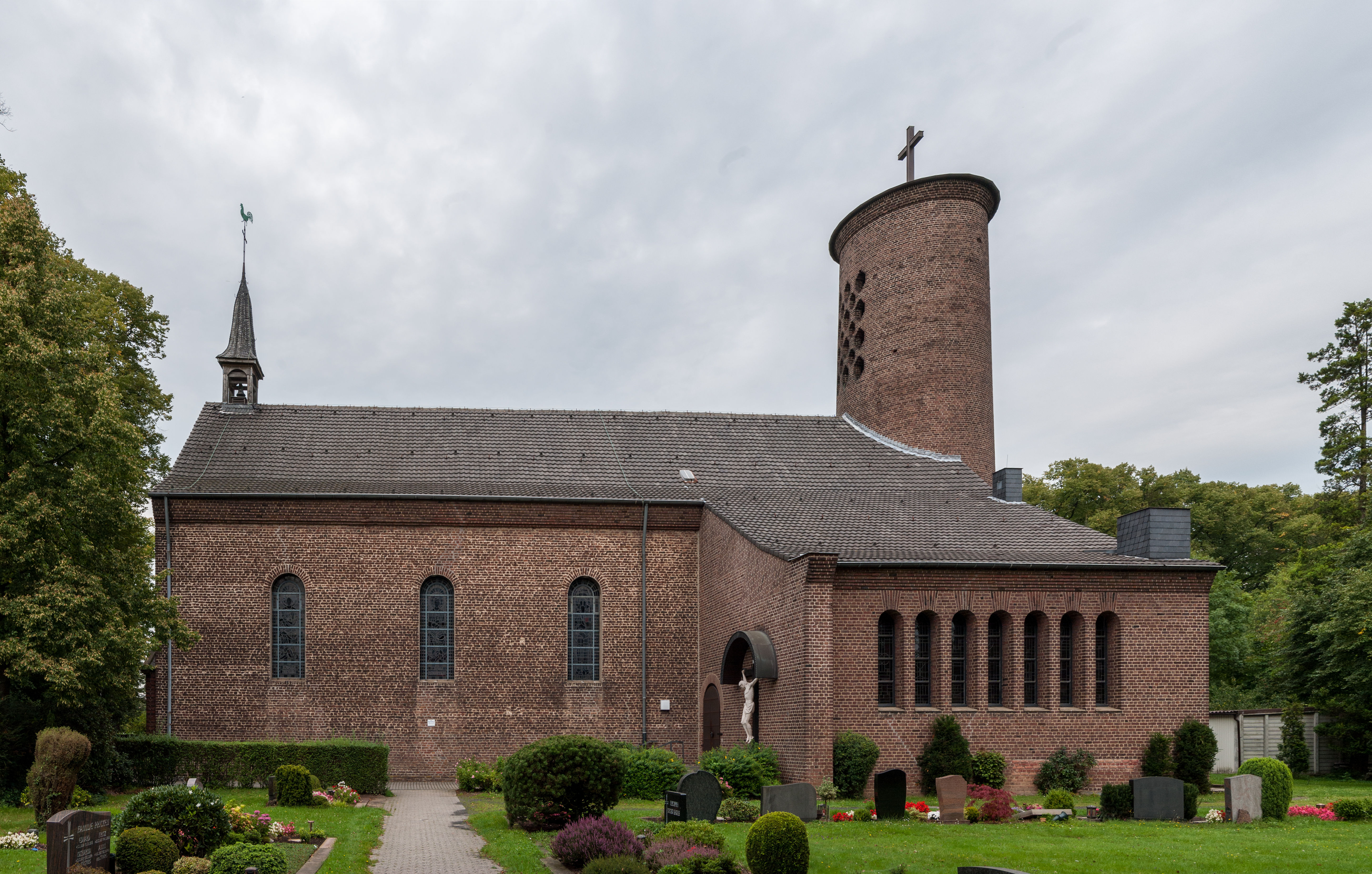
Panorama der katholischen Ortskirche St. Josef
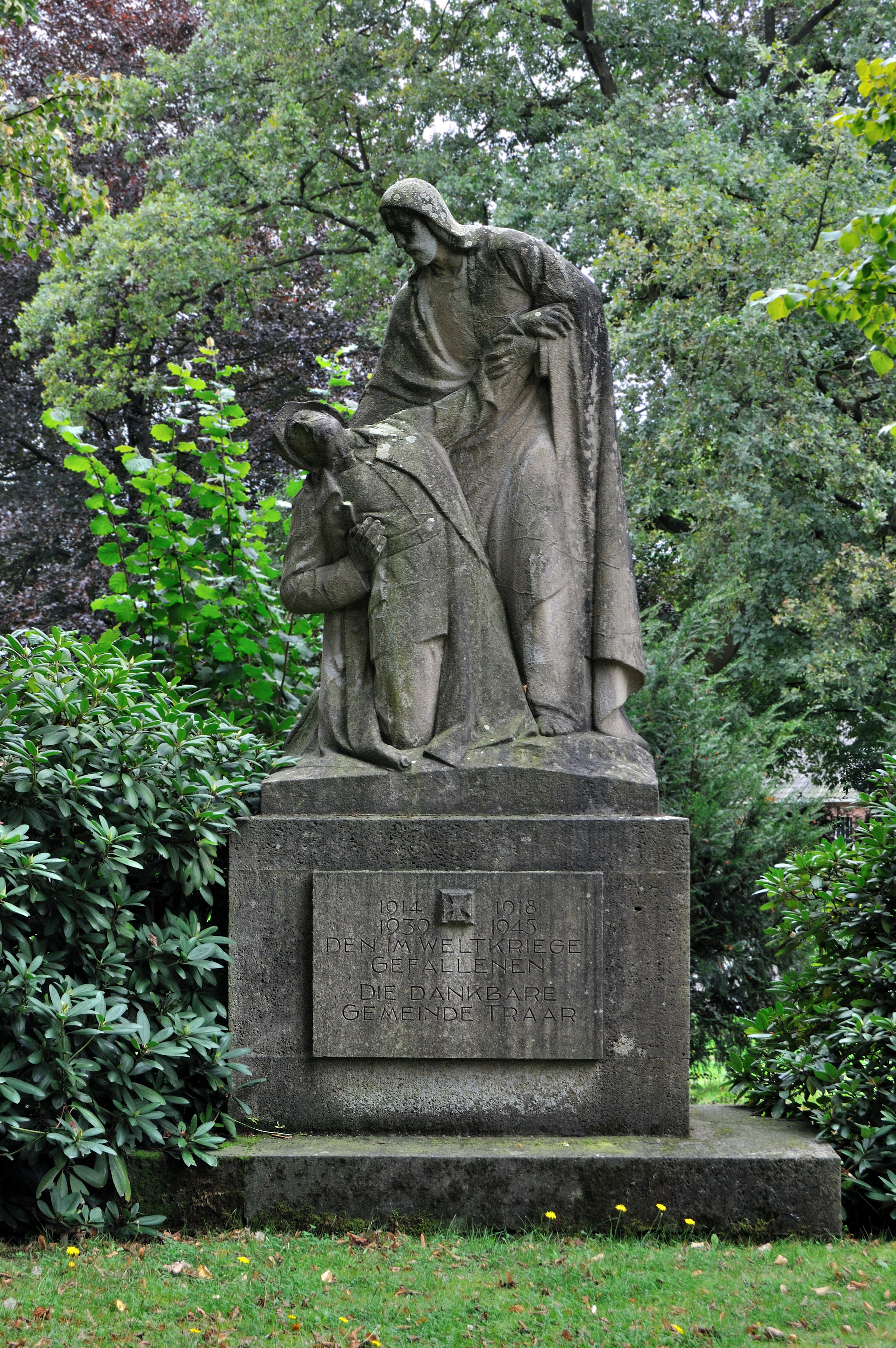
Gefallenen-Ehrenmal der Weltkriege neben der Kirche
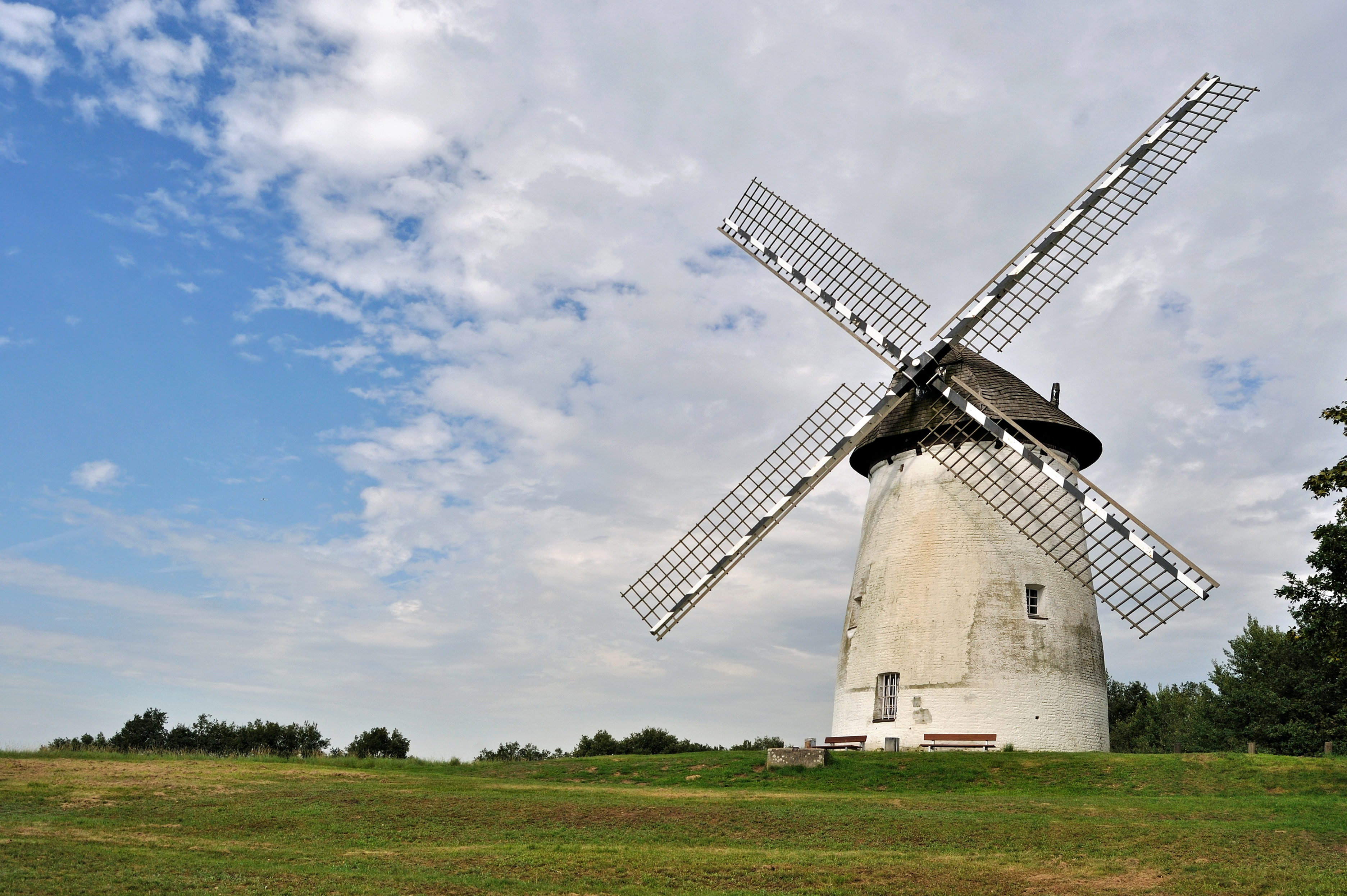
Die Mühle auf dem Egelsberg (Baujahr 1802)